# Semiha Borovac

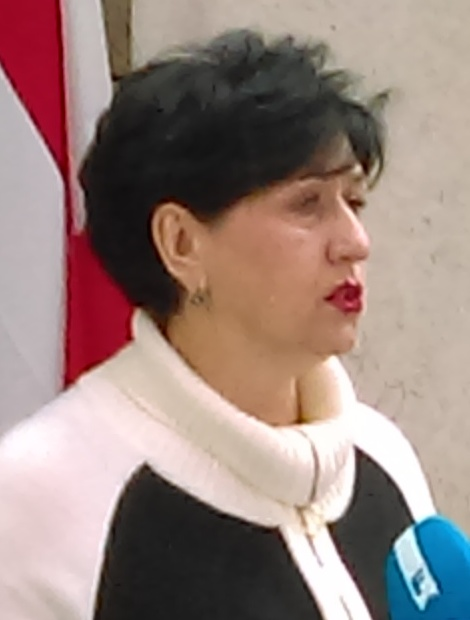
Semiha Borovac, 2018

Semiha Borovac (* 2. März 1955 in Sarajevo) ist eine bosnische Politikerin (SDA).

## Leben
Semiha Borovac schloss 1977 ihr Studium der Rechtswissenschaften an der Universität Sarajevo ab.
Von 1983 bis 1996 war sie in verschiedenen Funktionen in der Verwaltung der Gemeinde Novo Sarajevo tätig. 1996 bis 2000 war sie stellvertretende Justizministerin des Kanton Sarajevo. Als Abgeordnete gehörte sie 1998 bis 2000 dem Parlament der Föderation Bosnien und Herzegowina sowie 2000 bis 2005 dem Abgeordnetenhaus von Bosnien und Herzegowina an.
Am 14. Juni 2005 wurde sie zur Bürgermeisterin von Sarajevo gewählt. 2009 wurde der Sozialdemokrat Alija Behmen zu ihrem Nachfolger gewählt. Von 2010 bis 2015 war sie Koordinatorin für die Reform der öffentlichen Verwaltung Bosnien-Herzegowinas.
Von März 2015 bis Dezember 2019 gehörte sie der Regierung von Bosnien und Herzegowina als Ministerin für Bürgerrechte und Flüchtlinge an.
Semiha Borovac ist verheiratet und hat zwei Töchter.